# Rabbit Semiconductor
Rabbit Semiconductor è una società che opera nel campo dei semiconduttori. È nota principalmente per la sua linea di microcontrollori Rabbit. Per lo sviluppo essa fornisce un linguaggio di programmazione denominato Dynamic C, una versione non standard del C con strutture proprietarie per il multitasking.
Rabbit Semiconductor è stata acquistata il 26 maggio 2005 da Digi International: prima dell'acquisto, Rabbit Semiconductor era una divisione di Z-World, Inc., specializzata nello sviluppo di controllori embedded e relativo software.

## Architettura dei microcontrollori
La famiglia di processori Rabbit condivide molte caratteristiche con i processori Zilog Z80/Z180. Ad esempio, i registri dei Rabbit 2000/3000 sono quasi gli stessi dei registri dei processori Z80/Z180. Il Rabbit 4000 usa registri espansi a 32 bit. Il set di istruzioni dei processori Rabbit ricorda da vicino quello della famiglia Z80/Z180 ma, nonostante gli opcode di molte delle istruzioni siano gli stessi, le famiglie Rabbit 2000/3000 e Z80/Z180 non sono compatibili a livello binario.